# Vialovia
Vialovia, en ocasiones erróneamente denominado Vialia, es un género de foraminífero bentónico de la subfamilia Vialoviinae, de la familia Trochamminidae, de la superfamilia Trochamminoidea, del suborden Trochamminina, y del orden Trochamminida. Su especie tipo es Vialovia zerabulakensis. Su rango cronoestratigráfico abarca desde el Turoniense inferior hasta el Maastrichtiense (Cretácico superior).

## Discusión
Clasificaciones previas incluían Vialovia en el suborden Textulariina del orden Textulariida. Otras clasificaciones lo han incluido en el orden Lituolida.

## Clasificación
Vialovia incluye a las siguientes especies:
- Vialovia aibugirensis
- Vialovia karshiensis
- Vialovia turkoensis
- Vialovia zerabulakensis